# Baohuanghui
Die  Baohuanghui, Gesellschaft zum Schutz des Kaisers, war eine politische Partei mit dem Ziel, China durch grundlegende Reformen zu stärken und den inhaftierten „Reformkaiser“ Guangxu wieder an die Macht zu bringen.

## Vorgeschichte
Die mandschurische Fremdherrschaft der Qing-Dynastie beherrschte China seit 1644. Mit der Schwächung Chinas durch imperialistische Mächte infolge der Opiumkriege kam es zum Niedergang Chinas sowie der Zentralmacht. Große Landesteile waren bereits an die anderen Mächte gefallen. Ein Versuch, China durch eine Selbststärkungsbewegung wieder zu konsolidieren, scheiterte spätestens seit dem Ausbruch des Ersten Japanisch-Chinesischen Krieges 1894, in dem China ein Jahr später Taiwan und Teile der verbliebenen Mandschurei abtreten musste. Der 1898 mündig gewordene Kaiser Guangxu war ein junger Mann, der stark von monarchistischen Reformern um Kang Youwei beeinflusst war und mit Eifer das Land zu modernisieren suchte. Ein Putsch seiner Tante, Kaiserinwitwe Cixi, und ihres Günstlings Yuan Shikai beendete jene „Hundert-Tage-Reform“. Mit der Inhaftierung des Kaisers sowie der Verhaftung und Hinrichtung etlicher Reformer sollten alle Erneuerungsversuche beendet werden. Kang Youwei konnte sich jedoch seiner Verhaftung und Hinrichtung durch Flucht entziehen.

## Geschichte der Partei
Die Baohuanghui wurde 1899 im kanadischen Victoria von Kang Youwei gegründet. In ihrer Blütezeit hatte die Vereinigung weltweit Gruppierungen in 150 Städten.
1900 plante die Baohuanghui mit Unterstützern aus dem Inland den bewaffneten Boxeraufstand in China, um das Chaos der auf Peking marschierenden Vereinigten acht Staaten auszunutzen. Die versprochenen Mittel der Vereinigung verzögerten sich jedoch. Dies führte dazu, dass einige Zellen zwar – wie ursprünglich geplant – tätig wurden, während andere verharrten, sodass die Verschwörung von den Qing-Behörden entdeckt werden konnte. Tang Caichang, der dafür ausersehene Anführer des Aufstands in Hankou, wurde von der Qing-Regierung hingerichtet. Einige Anhänger, wie etwa Liang Qichao, beschuldigten Kang später, er habe absichtlich Mittel zurückgehalten, weil er mit den radikaleren Mitverschwörern um Sun Yat-sen nicht einverstanden gewesen sei.

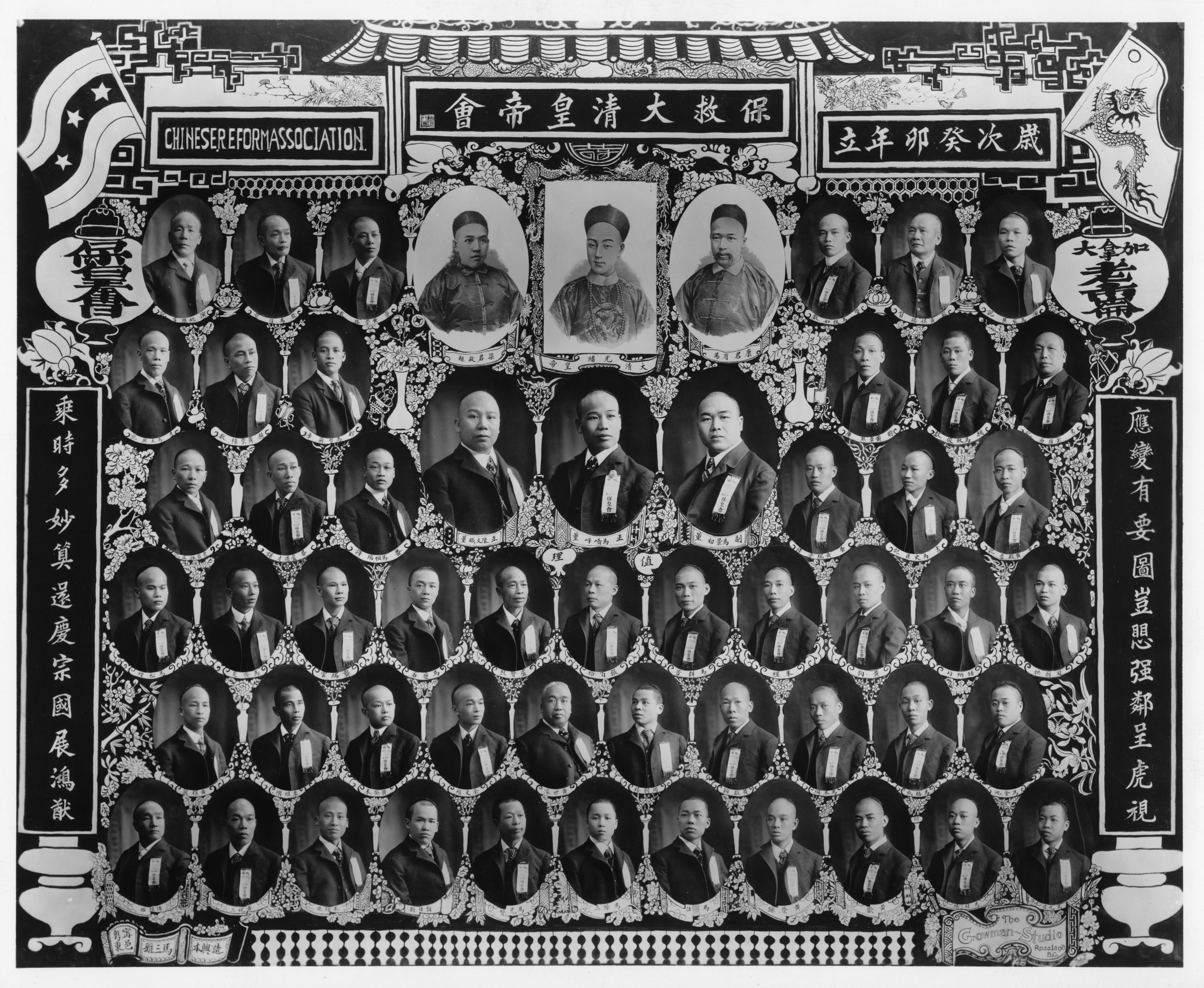
Tafel von Mitgliedern der Baohuanghui in Kanada, 1903. Oben Mitte: Liang Qichao, Kaiser Guangxu, Kang Youwei

Nachdem der Qing-Hof um Frieden mit den ausländischen Mächten bemüht war, gab er seinen Widerstand gegen Verfassungsreformen auf. 1906 entschied sich die Qing-Regierung für die Einführung einer konstitutionellen Monarchie bis 1911. Kang Youwei erklärte deshalb, die Ziele der Vereinigung seien erreicht worden, und änderte 1907 ihren Namen in „Diguo Xianzhenghui“ (Verfassungsvereinigung des Kaiserreiches, 帝國 憲政 會/帝国 宪政 会, Pinyin: Dìguó Xiànzhènghuì). In seiner neuen Organisation festigte der Verband seine Loyalität zur Monarchie und setzte sich deutlicher von den Republikanern ab. 1910 organisierte sich der Verband in die politische Partei „Diguo Tongyidang“, Vereinigte Partei des Kaiserreiches (帝國 統一 黨/帝国 统一 党, Pinyin: Dìguó tǒngyīdǎng) um, welche die erste offiziell registrierte politische Partei in China war und später in „Xianyouhui“, Vereinigung der Freunde der Verfassung (憲 友 會/宪 友 会, Pinyin: Xiànyǒuhuì) umbenannt wurde.
Nach der Xinhai-Revolution von 1911 und der Gründung der Republik China 1912 gründeten einige Mitglieder der Vereinigung neue politische Parteien, die an Wahlen zum republikanischen Parlament teilnahmen, während Kang sich selbst für die Wiederherstellung der Monarchie einsetzte. Der Großteil Xianyouhui organisierte sich in der „Minzhudang“, der Demokratischen Partei (民主黨/民主党, Pinyin: Mínzhǔdǎng), die 1913 zur „Jinbudang“, Fortschrittspartei (進步黨 / 进步党, Pinyin: Jìnbùdǎng), fusionierte.